# Ozarba flavescens
Ozarba flavescens là một loài bướm đêm trong họ Noctuidae.